# 萧国宝
萧国宝（1927年10月10日—1950年11月30日），原名徐水寿。四川省南江县新民乡灌坝村人。中国人民解放军人物。

## 生平
徐水寿出生于一个贫苦农民家庭，后因生活所迫入赘到萧家，改为萧国宝。1949年12月，参加中国人民解放军，后随部队进入贵州剿匪。1950年9月，加入中国共产党。他作战英勇顽强，曾8次立功，任贵州军区16军46师140团1营2连1班副班长。1950年11月13日，在贵州省长顺县苗岭深山围歼国民党贵州人民反共自卫救国军的战斗中，他在身体先后3处负伤的情况下，仍顽强坚持战斗，他以惊人的意志，继续匍匐前进，用已被打烂的冲锋枪弹夹打倒对方参谋长马启忠，夺抢后将马启忠击毙；随后毅然向敌人火力点爬去，用自己身体堵住正在射击的机枪枪口，掩护部队冲击，全歼了这股国军，他身中7弹壮烈牺牲。
战后，他所在部队党委追授他为“模范共产党员”和“特等战斗英雄”荣誉称号。1951年2月16日，中国人民解放军西南军区领导机关命名他生前所在连为“萧国宝英雄连”。新华通讯社向全国发出了电讯：《“马特洛索夫”式的英雄——萧国宝》。
1950年11月，贵州省军区呈请西南军区批准，将萧国宝所在连（140团2连）命名为“萧国宝英雄连”，授予萧国宝一等功。长顺县人民政府为纪念萧国宝英雄功绩，于当年建萧国宝烈士陵园，内设烈士纪念碑和烈士墓。长顺萧国宝烈士墓在长顺县革命烈士陵园内，建于1954年1月。墓高1.13米，用青石建成，星圆形。墓碑高1.5米，上端镶有红五星，中央阴刻“萧国宝烈士之墓”。墓前有石拱门，高2.5米，上刻“萧国宝烈士陵园”7个大字；拱门两边石柱刻“生的伟大，死的光荣”。1982年2月23日，经贵州省人民政府批准并公布为省级文物保护单位。